# Gephyromantis azzurrae
Gephyromantis azzurrae är en groddjursart som beskrevs av Mercurio och Franco Andreone 2007. Gephyromantis azzurrae ingår i släktet Gephyromantis och familjen Mantellidae. IUCN kategoriserar arten globalt som starkt hotad. Inga underarter finns listade i Catalogue of Life.